# Zinguédéghin
Zinguédéghin est une commune rurale située dans le département d'Ipelcé de la province du Bazèga dans la région du Centre-Sud au Burkina Faso.

## Santé et éducation
Le centre de soins le plus proche de Zinguédéghin est le centre de santé et de promotion sociale (CSPS) d'Ipelcé.